# Jet Harris
Terence "Jet" Harris (6 de julio de 1939-18 de marzo de 2011) fue un músico británico. Fue el bajista de The Shadows desde 1958 hasta abril de 1962, y tuvo éxito posterior como solista y como dúo con el baterista Tony Meehan.

## Primeros años
Terence Harris, único hijo de Bill y Winifred Harris, nació en el Hospital de Maternidad de Willesden, Honeypot Lane, Kingsbury, noroeste de Londres, Reino Unido. Sus proezas como velocista en la escuela secundaria moderna de Dudden Hill le valieron el apodo de Jet.
Aunque aprendió a tocar el clarinete en su adolescencia, se fabricó su propio contrabajo de cuatro cuerdas para tocar en un grupo de jazz y más tarde se hizo con un contrabajo de fabricación profesional. En 1958, mientras tocaba jazz con el baterista Tony Crombie y su grupo los Rockets, Crombie consiguió un bajo Framus para Harris, lo que le convirtió en uno de los primeros exponentes británicos del instrumento

## Con Cliff Richard
Tocó en varios grupos, entre ellos el Vipers Skiffle Group y los Most Brothers (con el futuro productor musical Mickie Most) antes de, en 1959, unirse al grupo de acompañamiento de Cliff Richard, los Drifters, que, en julio de 1959, en una reunión en el pub Six Bells de Ruislip, cambiaron su nombre por el de The Shadows a sugerencia de Harris, para evitar confusiones con la banda estadounidense. En 1959, después de que el cuello de su Framus quedara dañado de forma definitiva en un accidente en el camerino, los importadores le regalaron un Fender Precision Bass, uno de los primeros que llegaron a Gran Bretaña desde Estados Unidos.
Otras fuentes afirman que Cliff Richard regaló a Jet el primer bajo Fender Bass (un "Sunburst") en el Reino Unido en 1960, aproximadamente un año después de que su compañero de banda Hank Marvin recibiera su primera guitarra Fender Stratocaster roja. Ambos instrumentos fueron finalmente sustituidos por versiones a juego que se utilizaron en la película The Young Ones, en la que The Shadows tocaba "The Savage" (mostrando el famoso paseo de los Shadows) ante un público invitado de adolescentes.
Harris también contribuyó vocalmente, añadiendo armonías de apoyo y ocasionalmente voces principales. Tenía un grito característico, utilizado en "Feeling Fine" de The Shadows y en "Do You Wanna Dance?" de Cliff Richard.
En el libro de Mike Read, The Story of the Shadows, Harris atribuyó el inicio de su depresión y la adicción al alcohol relacionada con ella al descubrimiento de que Cliff Richard había tenido una aventura con su esposa Carol Costa (con la que se había casado en 1959) después de haberse separado.
En 1962, Harris dejó The Shadows a raíz de desavenencias, sobre todo con Bruce Welch, por su hábito de beber (documentadas en The Story of the Shadows, escrito por el grupo con Mike Read).

## Con Tony Meehan
Firmó con Decca Records y lanzó trabajos instrumentales y vocales en solitario con cierto éxito, "Bésame Mucho" y "The Man with the Golden Arm" con un bajo Fender VI de seis cuerdas. A finales de 1962 fue elegido "mejor instrumentista" en la encuesta de los lectores del New Musical Express. Luego, como parte de un dúo con el ex baterista de los Shadows, Tony Meehan, encabezó la UK Singles Chart durante tres semanas a principios de 1963 con "Diamonds". Harris y Meehan siguieron con otros dos singles de éxito, "Scarlett O'Hara" (también escrito por Jerry Lordan) un número 2 en el Reino Unido, y "Applejack" (compuesto por Les Vandyke) alcanzando el número 4 en el Reino Unido también en 1963. Los temas a partir de "Diamonds" se grabaron con Harris utilizando guitarras Fender Jaguar y Gretsch estándar, normalmente desafinadas en Re en lugar de Mi. Harris fue en parte responsable de ayudar a Jimmy Page y John Paul Jones a entrar en el negocio de la música. La primera sesión importante de Page fue como guitarrista rítmico en "Diamonds" a finales de 1962. Después de que "Diamonds" se convirtiera en un éxito, Harris y Meehan contrataron a Jones para que tocara el bajo en su banda de gira.
Hubo varias apariciones en los tribunales en relación con la embriaguez y el comportamiento violento antes de que la asociación con Meehan llegara a un abrupto final en septiembre de 1963 cuando un accidente de coche en lo que entonces era la A44 (ahora la B4084) cerca de Evesham, Worcestershire, (en el que su novia, la cantante Billie Davis, también resultó herida), hizo que este éxito no durara mucho. Harris intentó volver con The Jet Harris Band, en 1966, y formó parte brevemente de la formación de The Jeff Beck Group en 1967, pero se apartó un poco de la industria musical. A continuación, trabajó como obrero, albañil, portero en un hospital, conductor de autobús y vendedor de berberechos en la playa de Jersey. Harris y Meehan también hicieron dos breves apariciones en la película en blanco y negro Just for Fun, estrenada en 1963. En la película, Jet and the Jetblacks interpretaban "Man From Nowhere", mientras que el dúo interpretaba "(Doin' the) Hully Gully", un tema vocal publicado como cara de su éxito "Scarlett O'Hara".

## Carrera posterior
Harris se declaró en bancarrota en 1988. La BBC informó de que Harris tardó 30 años en admitir que era alcohólico y buscar ayuda. Durante muchos años, Harris se empeñó en decir en sus espectáculos cuánto tiempo hacía que había dejado de beber, lo que le valió el aplauso del público, que sabía cómo había arruinado su carrera en los años 60. Harris seguía tocando de vez en cuando, con la banda de acompañamiento The Diamonds o como invitado de The Rapiers, y participó con Tony Meehan en los conciertos "The Event" de Cliff Richard en 1989.
En 1998 recibió el premio Fender Lifetime Achievement Award por su papel en la popularización del bajo en Reino Unido. Apareció todos los años en la "Shadowmania" de Bruce Welch y salió de gira respaldado por los Rapiers (una banda tributo a los Shadows). Grabó continuamente desde finales de los años 80 con diversos colaboradores, como Tangent, Alan Jones (también ex bajista de los Shadows), Bobby Graham y los Local Heroes. Sus anteriores problemas de nerviosismo en el escenario parecían haber desaparecido, y en 2006 se publicó el primer sencillo de Harris en más de cuarenta años, "San Antonio".
De 2005 a 2009, Harris logró la ambición de toda una vida al recorrer los teatros del Reino Unido con su propio espectáculo, "Me and My Shadows". Los Rapiers actuaron como sus "Sombras", y tuvo como estrella invitada especial a su antigua novia Billie Davis, que le había rescatado cuando la pareja tuvo un accidente de tráfico a finales de 1963 que acabó con su carrera. "Voy a salir en mis últimos años con una gran explosión, y 'Me and My Shadows' es uno de mis pequeños sueños", dijo Harris en su momento. Harris dijo del guitarrista principal de los Rapiers, Colin Pryce Jones: "Está a la altura de Hank Marvin".
En 2007, Harris fue invitado por el cantante británico Marty Wilde a participar en su gira del 50.º aniversario. Esto culminó en una velada en el London Palladium, con otros invitados como las hijas de Wilde, Kim y Roxanne, Justin Hayward de The Moody Blues, y los miembros originales de los Wildcats, Big Jim Sullivan, Licorice Locking y Brian Bennett, que se unieron a Hank Marvin y Bruce Welch de The Shadows en el escenario con Wilde y los Wildcats actuales (Neville Marten y Eddie Allen a la guitarra, Roger Newell al bajo y Bryan Fitzpatrick, a la batería). El final del espectáculo contó con lo más parecido a una reunión de The Shadows, con Marvin, Welch, Harris, Locking y Brian Bennett (que en 1962 había sustituido a Tony Meehan, ya fallecido) apareciendo en el escenario con la compañía del espectáculo.
La velada fue filmada, y se editó un DVD, con Harris tocando tres temas - "Diamonds", "Theme From Something Really Important" y "Scarlett O'Hara"- respaldado por los Wildcats. El éxito de esta gira fue tal que Wilde repitió la invitación para unirse a él en su gira Born to Rock and Roll 2010, que terminó en Basingstoke el 20 de noviembre. Harris dijo que esta era su experiencia de trabajo más agradable en años (nos lo dijo en muchas ocasiones durante las dos giras de Marty: Neville Marten, guitarrista de Wildcats).
Su club de fans le organizó una fiesta de 70 años el 5 de julio de 2009, en los Winter Gardens de Weston-super-Mare.
En 2010, Harris empezó a trabajar con los Shadowers, dirigidos por el guitarrista Justin Daish. Comenzó a planear un nuevo espectáculo, con material nuevo que nunca antes había interpretado. Sin embargo, las fechas de las giras regulares y las grabaciones de estudio con los Shadowers, Brian "Licorice" Locking y Alan Jones, aunque se discutió, nunca se materializaron debido a la mala salud de Harris. En su último concierto (5 de febrero de 2011, Ferneham Hall, Fareham) interpretó un tema ("Here I Stand" de su álbum "The Phoenix Rises") con Locking y Jones; esta fue la única vez que los tres bajistas de los Shadows actuaron juntos.

## Vida personal y fallecimiento

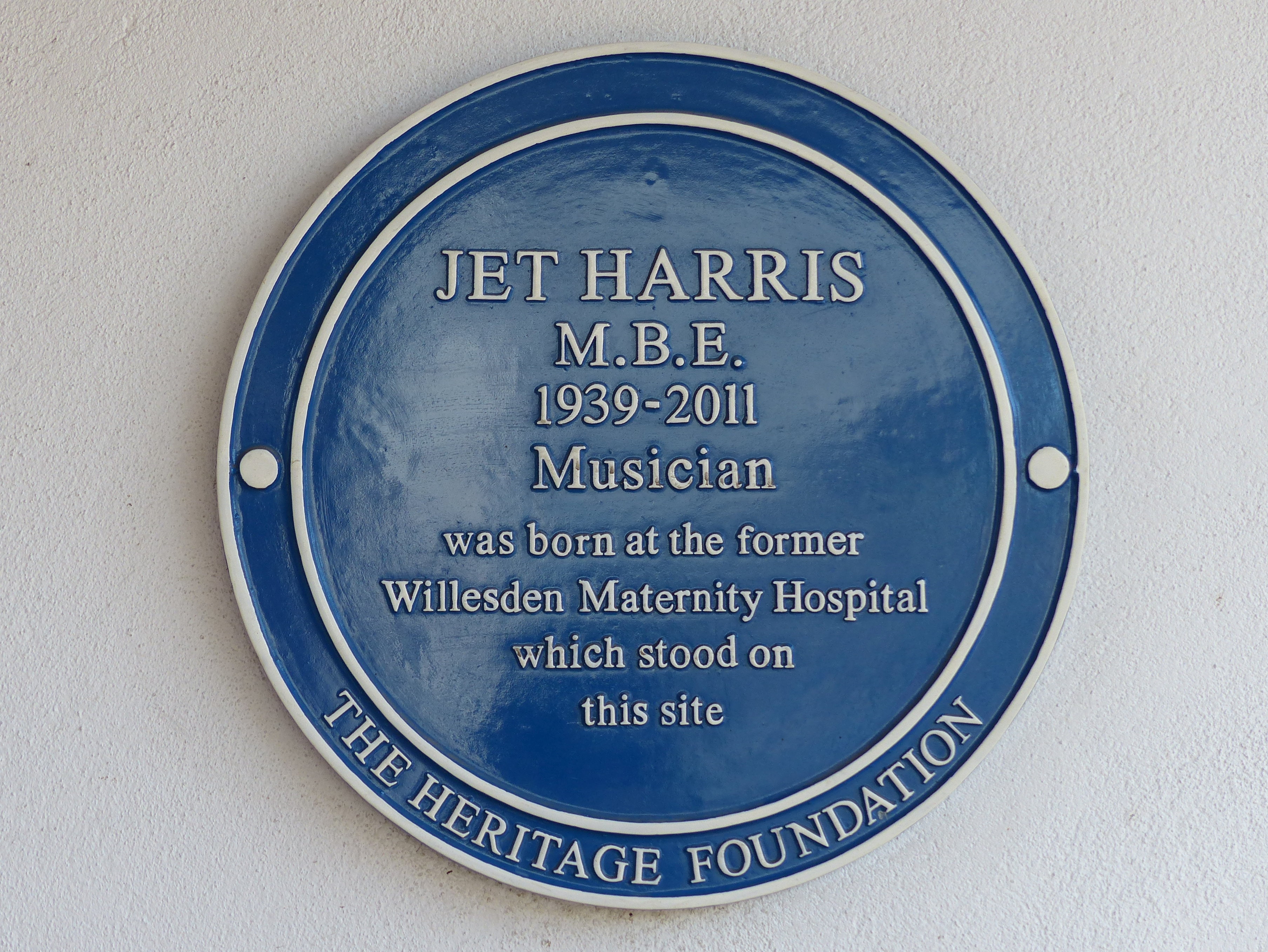
Jet Harris MBE plaque

Harris tuvo cinco hijos y una hija. Residía en Bembridge, Isla de Wight. Era un fumador empedernido y murió el 18 de marzo de 2011, dos años después de que se le diagnosticara un cáncer de origen desconocido, en casa de su pareja Janet Hemingway, en Winchester.